# 天冥のコンキスタ
『天冥のコンキスタ』は、2020年5月29日にエウシュリーから発売された成人向けシミュレーションRPGである。
本作は天使により人間の身体にされてしまった元睡魔のクラウスが天使に戦いを挑む物語であり、システムは『姫狩りダンジョンマイスター』を基にしている。
本編発売後、第二部に相当するアペンドデータ『-魔族制圧編-』が2021年2月26日に発売された。また2022年7月29日には第三部に相当するアペンドデータ『天上決戦編』が発売された。

## あらすじ
本編
ラウルバーシュ大陸北方にあるイムニス山脈周辺では天使軍と魔族軍が支配権をめぐり争っていた。魔族軍の筆頭である魔王の死により不利に立たされる中、天使により人間の身体にされてしまった元睡魔のクラウスは第三勢力として宣戦布告する。
魔族制圧編
クラウスは天使軍の制圧に成功した。元の姿には戻れなかったものの、天使軍の残党や他の魔族たちの制圧に乗り出した。そのさなか、彼はラムエルという謎の天使に出会う。ラムエルとともに魔族の制圧圏へ向かう中、魔王を名乗る人物と激戦を繰り広げ、勝利を収める。
天上決戦編
魔王を名乗る者との戦いの中で、クラウスはラムエルがイムニス山脈を目指していた理由や、新たな事実を把握し、天使の聖地「聖禦の霊峰」へと向かう。

## 登場人物
クラウス
声：刺草ネトル
本作の主人公。かつては睡魔だったが、天使によって人間にされてしまった。
ヘルミィナ
声：越飛花梨
クラウスの側近である睡魔で、彼をダーリンと呼ぶ。『魔族制圧編』以降は新たに一行に加わったラムエルの世話を焼き、親しくなる。
ユリアーナ
声：大和桜
天使軍の第八位の天使。
レジーニア
声：秋野花
天使軍の技術の要である廻天の聖壇を管理している第七位天使。その立場上表に出ることはなく、ほかの天使との交流も乏しい。また、研究にしか興味がないため、本来の天使の在り方から逸れてしまっている。
ルシエル
声：秋はちこ
天使軍の第六位天使。敗北や死に対する恐怖から、準備を万全にしている。
メイヴィスレイン
声：ありかわ真奈
天使軍の第五位天使で、各軍団を統率する指揮官である。冷静な性格で周囲からの信頼も厚いが、本人は人見知りである。
セルージュ
声：しゅんか
高貴な血筋の睡魔。
メイズ
声：夜長桜
強い収集癖を持つ歪魔。人間の商売への興味が高じていつか交易路に住みたいと思っているが、テンションのおかしさ故仲間を得られないうえ、距離が遠いので実現できずにいる。
エルヴィール
声：夏樹柑菜
クラウスの知り合いである悪魔。戦闘狂。
ベアトリース
声：花澤さくら
飛天魔。もともとは魔族軍にいたが、戦況が膠着する中で自らの存在意義を失い、複数の部下とともに魔族軍を去り、どちらにつくこともなく戦況を静観している。

### 魔族制圧編からの登場人物
ラムエル
声：土屋粘
クラウスが出会った謎の天使。天使でありながら、魔族の力も行使できる。クラウスと会った当初は融通が利かなかったが、『天上決戦編』の時点では自らの考えで行動できるようになった。
アンリエット
声：緑風ひな
イムニス山脈周辺で戦死した人間族の霊を弔う霊姫。魂を浄化する術をもたないため、この地に残る魂たちと過ごしてきたがゆえに、コミュニケーションの経験に乏しい。
カミラ
声：榛名れん
魔族軍の主力部隊・黒の集団の部隊長。

## 開発
本作の開発は2019年からスタートした。
本作はディレクターの如月聖が作ったプロットを元にシナリオライターの花咲樹木が物語を組み立てていき、『天冥のコンキスタ』本編の評価を基に2つのアペンドデータが作られた。花咲は実際にストーリーを考えられる立場ではないので他作品との比較はできないとしつつも、従来は一つのソフトの中で第1部と第2部を作ってきた一方、本作はそれぞれを一つの商品として出すため、それぞれを遊んだ者たちがある程度満足してもらえる結末を導きつつも次への「引き」も付ける必要があり、すべてを解決することなく結末を作ることが二度も続いて大変だったと座談会の中で振り返っている。『魔族制圧編』から原画家として参加したやくりも、『天上決戦編』で絵柄のぶれが生じてしまうおそれから、制作に際しては『魔族制圧編』のイベントCGも参照したという。
『魔族制圧編』の主要人物であるラムエルは同アペンドデータの内容を詰める中で誕生した。これはヘルミィナのキャラクター性にも影響を与えており、第1部ではクラウスの妻や恋人という立ち位置で描かれていたのに対し、『魔族制圧編』以降は守るべき存在であるラムエルが登場したことで母性が増したと花咲は座談会の中で説明している。ただし、立ち絵を大幅に変えてしまうとユーザが認識できなくなってしまうため、表情を増やすなどの措置にとどめられた。
『天上決戦編』の制作にあたっては、登場う人物をより掘り下げてほしいというユーザからの要望を反映すべく、新キャラクターを用意しない方針が取られた。花咲は座談会の中で「物語の終盤では新キャラクターにリソースを使うよりも、物語の質を高める方に費やした方がユーザの満足度を高められると考えた」と説明しており、ユーザからの意見を基に『魔族制圧編』までに仲間になった者たちのHシーンやイベントシーンにリソースを割くことにしたという。
メイン原画家は『天秤のLaDEA。戦女神MEMORIA』に参加していたうろが起用され、初めてのメイン原画となった。『魔族制圧編』から原画家としてやくりが加わることは早い段階で決まっており、事前に提示された情報を基にキャラクターをデザインしていった。

## 評価
「BugBug」による体験版レビューでは、体験版だからとなめてかかると序盤から苦戦するが、戦略を組み直せばちゃんとクリアできる絶妙のバランスであり、シミュレーションRPGとしては手ごわかったとしている。